# Pleuromamma gracilis
Pleuromamma gracilis is een eenoogkreeftjessoort uit de familie van de Metridinidae. De wetenschappelijke naam van de soort is voor het eerst geldig gepubliceerd in 1863 door Claus.